# T’Serclaes

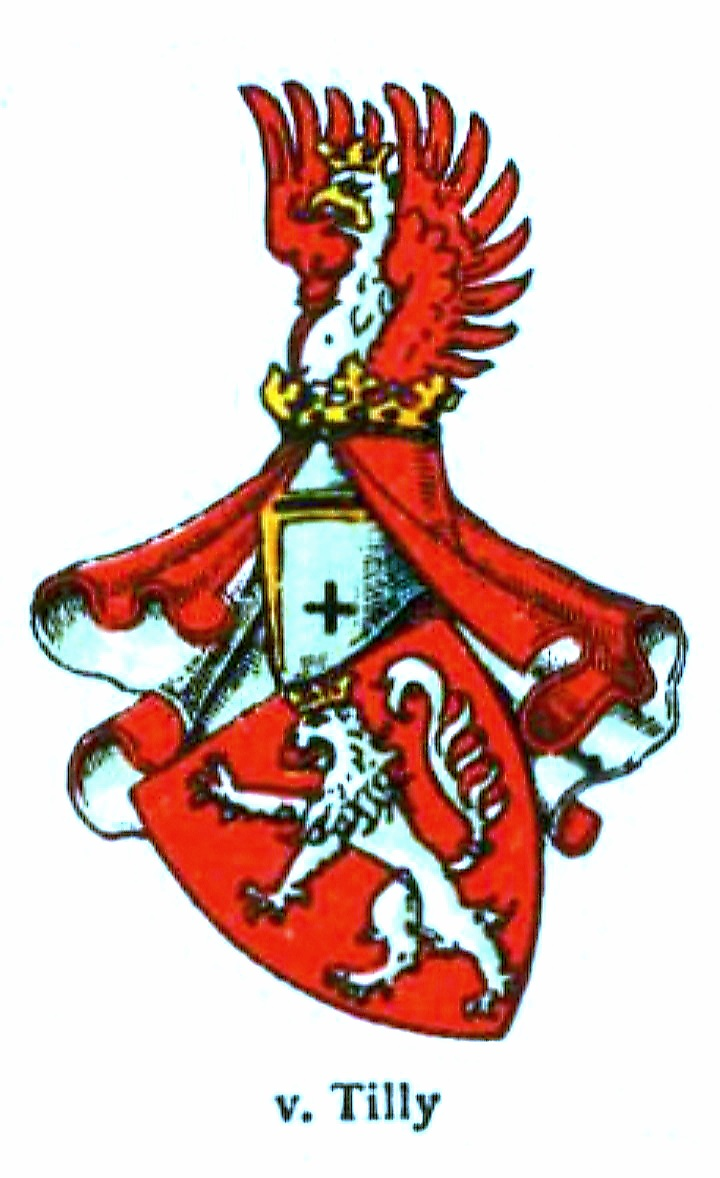
Stammwappen T’Serclaes von Tilly

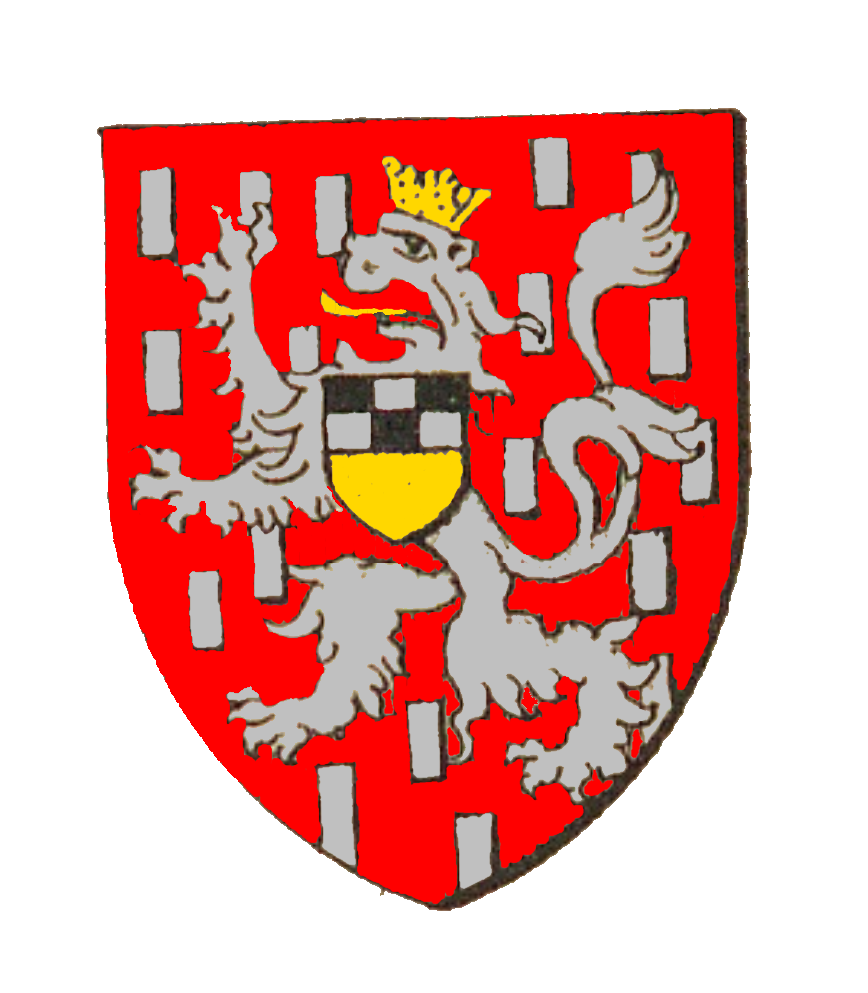
Stammwappen T'Serclaes mit Bygaerden-Schildchen (eingefärbt nach nicht-colorierter Vorlage mit Beschreibung)

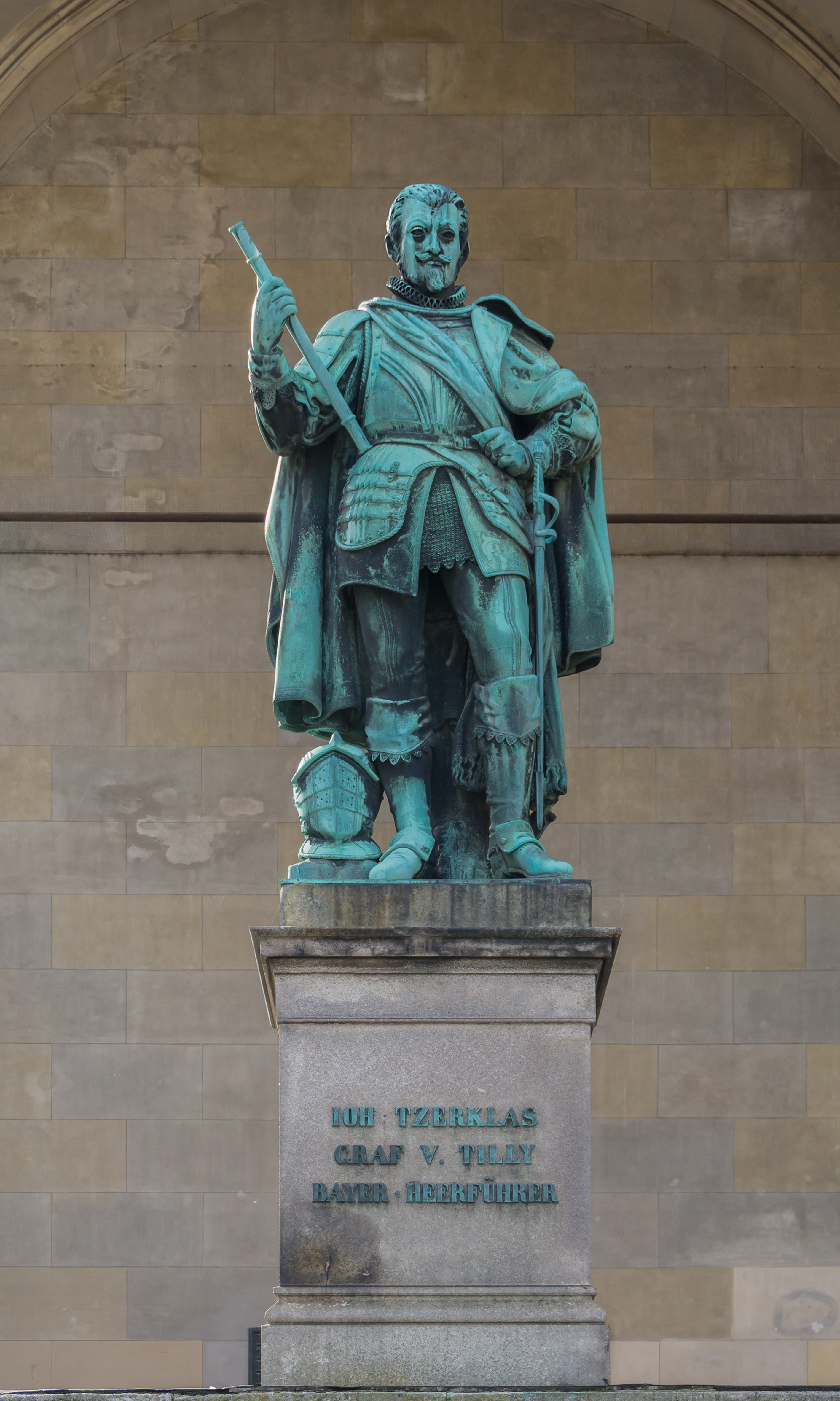
Ioh Tzerklas Graf v. Tilly. Bronzestatue, 1844 (Ferdinand von Miller nach Ludwig Schwanthaler; Feldherrenhalle am Odeonsplatz in München)

T’Serclaes (auch Tserclaes, Tscherclaes), seit 1448 T’Serclaes von Tilly, ist ein Adelsgeschlecht mit Ursprung in den Niederlanden bzw. Brüssel. Das ursprünglich ritterliche Geschlecht stieg in den Freiherrenstand und in jeweils eine bayerische und belgische Grafenlinie auf.

## Geschichte

### Legenden und alte Überlieferungen
Nach einer alten Überlieferung von Puget de la Serre aus dem frühen 17. Jahrhundert lebten und kämpften Arthus et Théodore T'Serclaes bereits zu Zeiten Attilas (5. Jahrhundert) und sollen von den Königen der Goten abstammen. Diese Art von Legende begann mit den in München 1678 von Magnus Tillius redivivus (dt. „der wiedergeborene große Tilly“) herausgegebenen Erzählungen und setzte sich in Hübners Genealogischen Tabellen und anderen Werken fort. Nach Felix-Viktor Goethals mit Berufung auf Jean-Baptiste Gramaye, wurden sie als Methode genutzt, um die Popularität einer Familie mit „Legenden und wunderbaren Geschichten“ zu vergrößern.
Eine weitere Legende von Colin de Plancy (19. Jahrhundert) besagt, dass das Oberhaupt der Brüsseler Kreuzfahrer im ersten Kreuzzug (unter Godefroy de Bouillon, Herzog von Niederlothringen) Mitglied der Familie t’Serclaes war. Am 19. Januar 1867 wurde, wie die Brüsseler Zeitungen dieses Jahres ohne Ausnahme berichteten, an den 760. Jahrestag der Heimkehr der Brüsseler Kreuzfahrer am 19. Januar 1107 und die Folgen der Zeit der Kreuzzüge mit Glockengeläut der Brüsseler Kirchen bis zehn Uhr abends erinnert.

### Abstammungsgeschichte
Tatsächlich bewiesene Nachrichten über die Familie t’Serclaes gibt es erst ab dem frühen 11. Jahrhundert, die Familie soll von Anfang an im Ritterstand gewesen sein.
Gegensätzlich zur folgenden Darstellung betrachtete Johann David Köhler die Stammtafel der T'Serclaes als erfunden. Als Johann T’Serclaes von Tilly ‚emporkam‘, habe man die Stammtafel entworfen und es sei kein Zufall, dass der Stammvater Gideon heißt. Es sei eine Parallele zu dem biblischen Helden Gideon aus dem Stamm der Manassiter aufgebaut worden, dem ‚Besieger der Midianiter‘. (vergleiche: Ri 6,11–12 ) Diese Zweifel an der Authentizität werden durch die Unstimmigkeit verstärkt, dass Gideon schon T'Serclaes geheißen habe, bevor diese Stammlinie überhaupt erst entstand.
Die t’Serclaes waren ursprünglich Herren in Oested, Berun und Marienhoven. Das Geschlecht gehörte zu den sieben Brüsselschen Patriciergeschlechtern. Poplimont zufolge wird Jean T’Serclaes dem Patriziergeschlecht t’Ser Roelofs zugeordnet, dessen Wappen wie eine Darstellung des Wappens der T’Serclaes mit Schindeln übersät ist. Sein Cousin Everard († 1387) wird bei Paul F. State (2015) dem Patriziergeschlecht Sleeus zugeordnet, dessen Wappen wie das der t’Serclaes einen weißen (oder silbernen) Löwen im roten Schild abbildet. Der Nachname des Stammvaters Gérélin de Leeu († 1258) ist wohl gleichbedeutend mit dem Namen Sleeus, ein schon erwähntes der sieben Brüsseler Patriziergeschlechter. Ältester bekundeter Ahnherr sei Ritter Gideon t’Serclaes († 1064), seine Frau hieß Catharina von Orley, Frau von Gulpen. Gideons Nachkommen nannten sich zuerst Herren von Oesteel und dann Herren von Cruychenburg.
Das Stammhaus Coeckelberghe befand sich am Stadtrand von Brüssel und unterstand der Abtei Dielegem.
Nachdem sich die Nachkommen Gérélins, des Sohnes Wautiers von Coeckelberghe, in mindestens die Linien T’Serclaes und T’Serants aufgeteilt hatten, und Nicolas der Stammvater und Namensgeber der T'Serclaes sich mit Catherine de Bygaerden vermählte und das Wappen ihres Geschlechts auch fortwährend im Wappen der T'Serclaes eingebunden ist, erwuchsen auch aus dem Geschlecht der T'Serclaes mehrere florierende Linien, beispielsweise die mit dem Erwerb von Tilly im Jahr 1448 durch Johann T'Serclaes († 1473) hervorgegangene Linie T'Serclaes von Tilly, woraus auch Johann T’Serclaes von Tilly entstammte, des Weiteren durch den Erwerb von Wommersom im Jahr 1768 durch Charles-Ernest-Henri-Pepin T'Serclaes die Linie T'Serclaes von Wommersom und die mit dem von Pierre-Balthazar-Baudouin Jacquet 1765 erworbenen und 1781 an seinen Neffen Maximilien-Emmanuel-Hyacinthe T'Serclaes vererbten Herlaer entstandene Linie T'Serclaes von Herlaer.
Den Grafentitel trug zum einen die von Johann T’Serclaes von Tilly begründete bayerische Linie, die 1724 mit seinem Urgroßneffen Ferdinand Lorenz von Tilly zu Breitenegg in männlicher Linie ausstarb. Einige Linien der Familie waren freiherrlich, so beispielsweise der teils gräfliche Stamm T'Serclaes von Wommersom, T'Serclaes von Norderwyck und T'Serclaes von Ophalfen. Carl Gustav Graf von T'Serclaes-Tilly von Herlaer war Mitglied der Brabanter Ritterschaft. Albert Octave t’Serclaes de Tilly war ein Fürst und spanischer Grande erster Klasse.

## Stammliste
Ausführliche Familiengeschichte der T'Serclaes nach F. V. Goethals:
- 1. Generation
  - Nachkommen von Wautier de Coekelberghe:
    - Die erforschte Stammgeschichte beginnt mit Gérélin de Leeu („der Löwe“, † 1258). Dessen Kinder hießen Jean, Nicolas und Arnoud.[14] Gérélin war nach Alois von Starkenfels der Sohn von Wautier de Coekelberghe und Bruder von Arnoud und Michel.[15]
- 2. Generation
  - Nachkommen von Gérélin:
    - Jean (⚭ Elisabeth) wurde im März 1259 und im Jahr 1263 Stadtrat von Brüssel.[16]
    - Nicolas († nach 1311) besaß eine Mühle ‚Slachmolen‘ in Ophem.[17] Er heiratete Catherine von Bygaerden.[18] Seine Nachkommen nannten sich nach ihm T’Serclaes. Der Name bedeutet von der Hochwürden (T’Messire, fr.) Nicolas (Claes, fl.).[14] Sie hießen (in dieser Reihenfolge): Gérélin, Jean, Guillaume, Everard (auch Everwin), Lélie, Nicolas, Élisabeth, Marguerite und Catherine.[19]
    - Arnoud (⚭ Helwige) zeugte eine „zahlreiche und ehrenwerte Nachkommenschaft“, die den Namen t’Serants und t’Seraerts annahmen.[16]

- 3. Generation
  - Nachkommen Nicolas’:
    - Gérélin starb ohne Erben.

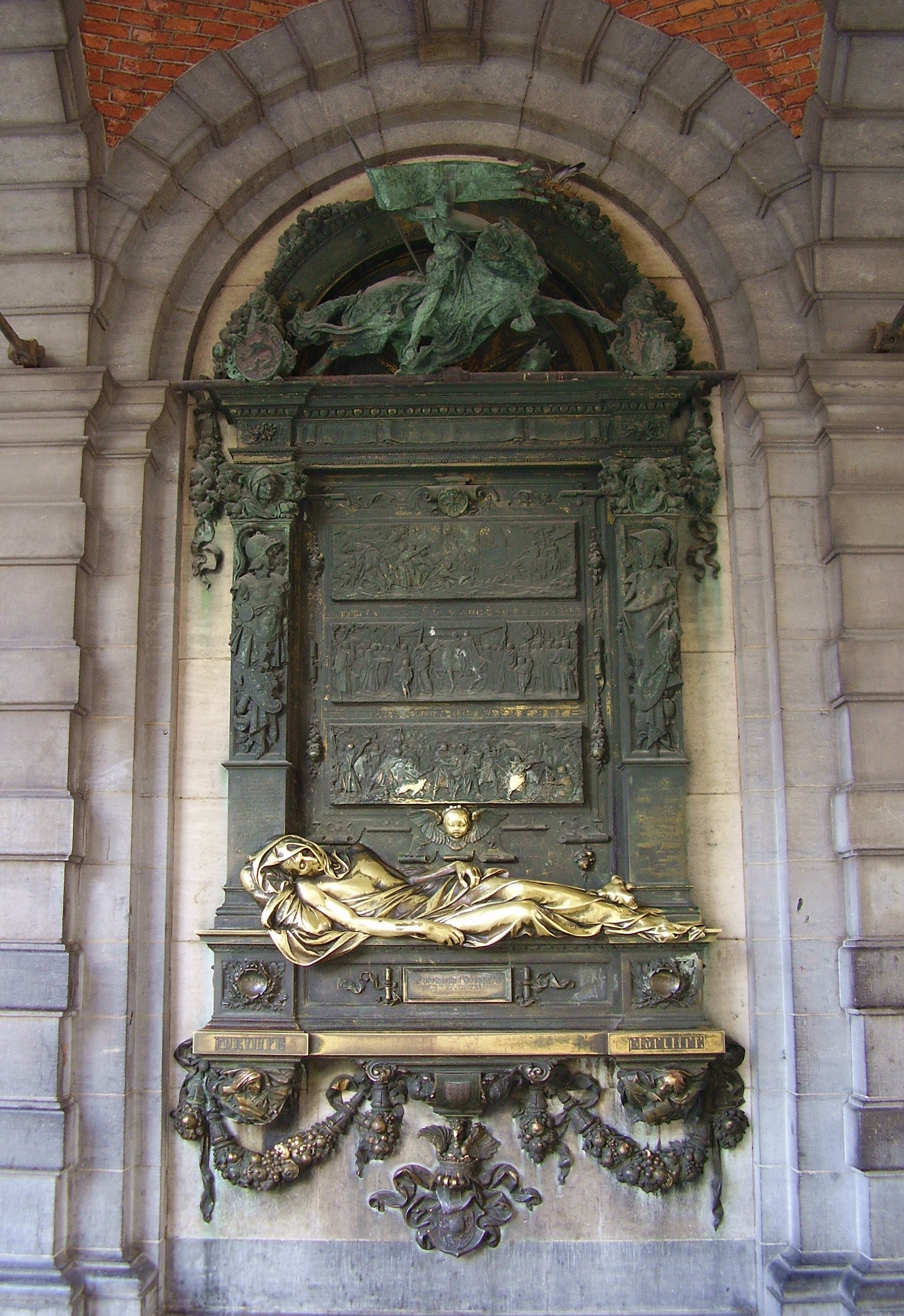
Denkmal zu Ehren von Everard t’Serclaes am Grande Place in Brüssel unter dem Haus L’Étoile (dt. „Stern“)

    - Everard, 1316 bis 1324 Stadtrat von Brüssel, zeugte Everwin, Godfroi, Jean und Elisabeth.[19]
    - Jean († 1341, Sohn von Nicolas) wurde durch die Veilchen in seinem Schild (Wappen) mit seinem Beinamen Violette bezeichnet.[19] Seine Kinder hießen Lélie, Gérélin, Renier, Henri und Marguerite.[20]
    - Lélie (Tochter von Nicolas) heiratete Franco Swaef.
    - Nicolas hinterließ eine große Nachkommenschaft, die die nächsten fünf Jahrhunderte mit dem Namen T’Serclaes anerkennenswert („avec honneur“) durchlebten. Seine eigenen Kinder hießen Éverard und Élisabeth. Er kaufte im Jahr 1346 von den Nachkommen seiner Schwester Elisabeth die Slachmolen-Mühle, die daraufhin zu gleichen Teilen unter seinen eigenen Kindern Éverard und Élisabeth aufgeteilt wurde.[19][21]
    - Elisabeth (Tochter von Nicolas und Enkelin von Gérélin de Lee) heiratete Jean Hondeloze. Ihre Geschwister Gérélin, Jean, Nicolas, Everard, Lélie, Marguerite und Catherine bezahlte sie 1290 wohl aus, Elisabeths Nachkommen erscheinen 1346 in der Kaufurkunde ihres Bruders Nicolas über die Slachmolen-Mühle.[19][21]
    - Über Guillaume, Marguerite und Catherine sind bei Goethals keine weiteren Nachrichten überliefert.[19]
- 4. Generation
  - Nachkommen von Jean:
    - Renier T'Serclaes, dit Violette, wurde 1344 Stadtrat in Brüssel und 1365 Schatzmeister. Er heiratete Catharine Magnus, Tochter von Catherine und Arnoud van der Hellen. Von ihr hatte Renier die drei Kinder Catherine, Barthelemy und Jean.[22]
    - Henri t'Serclaes, dit Violette: hatte einen Sohn Jean, Lélie t'Serclaes, dit Violette heiratete Jean de Buyseghem und Gérélin t'Serclaes, dit Violette wurde Priester und Kanoniker in Sainte Gudule.[20]

  - Nachkommen von Nicolas:
    - Élisabeth heiratete Renier Cluting, dem sie einen ihm gleichnamigen Sohn Renier zur Welt brachte. Ihr Ehemann Renier war 1354 Stadtrat in Brüssel und 1375 Ammann.[21]
    - Ritter Everard war von 1326 bis 1337 Aldermann und 1335 Ammann. Seine Kinder hießen Everard, Nicolas, Jean, Catherine, Ida und Marguerite. Zumindest Marguerite war die Tochter von Marie van der Noot. Sein Wappen, das von seinen Kindern übernommen wurde, zeigte den Löwen in Begleitung von fünf Knüppeln oder Rosen aber ohne Wappen auf der Schulter. Wahrscheinlich, weil es schon bei seinem Onkel Everwin (Everard) und dessen Nachkommen fehlte.[23]
- 5. Generation
  - Nachkommen von Everard:
    - Everard, Sohn seines gleichnamigen Vaters, heiratete Marie de Rode. Im Jahr 1346 wurde die Slachmolen-Mühle verkauft, die er stellvertretend für seinen Bruder Jean t'Serclaes (⚭ Jeanne der Swaeff) verwaltet hatte. Everards und Maries Kinder hießen Everard, Jean und Catherine.[24]
    - Everards Bruder Nicolas, Enkel seines gleichnamigen Großvaters, heiratete Catherine de Looz, Tochter von Guillaume. Ihr gemeinsames Kind hieß Nicolas.[25]
    - Jean heiratete Jeanne de Swaeff, Tochter von Mathilde von Oxelaer und Ritter und im Jahr 1362 Stadtrat von Brüssel Nicolas de Swaeff. Ihre Kinder hießen Jean und Béatrix.[26]
    - Catherine heiratete Henri de Hertoghe, Sohn von Guillaume de Hertoghe und Catherine van der Spout.[27]
    - Ida heiratete Guillaume de Weert, Sohn von Henri de Weert. Die Familie de Weert (auch: de Sweers) war seinerzeit eine der wichtigsten in Brüssel, was ihren Reichtum, Besitz und ihre Beziehungen anging.[28]
    - Marguerite heiratete Jean Coudenberghe, dit van den Payhuyse, Sohn von Godefroi de Frigido Monte, dit de Payhuyse. Jean, Godefroi und Jeans älterer und ihrem Vater gleichnamigen Bruder Godefroi waren Stadträte von Brüssel in den Jahren 1271, 1336 bzw. 1348. Dabei übte Jean das Amt einige Jahre vor seinem älteren Bruder Godefroi aus.[29]
- 6. Generation
  - Nachkommen von Everard:
    - Everard heiratete vor 1359 in erster Ehe Elisabeth van der Meeren (verwitwete van der Heyden), Tochter des Ritters John van der Meeren.[30] Seine zweite Ehe, aus der Kinder hervorgegangen sind, schloss er vor 1391 mit Béatrix van Eessene.[31] Die Kinder hießen Éverard, Béatrix, Wenceslas, Jean, Jeanne, Marie und Hildebrand.[32]

- 7. Generation
  - Nachkommen von Everard:
    - Everard († vor 1424)[33] heiratete Catherine Taye, Tochter von Jean Taye.[34] Everard, Barbe, Catherine, Elisabeth, Anne, Laure, Jean und Guillaume waren ihre Kinder.[35]

- 8. Generation
  - Nachkommen von Everard:
    - Everard († wahrscheinlich 1448) erbaute nach Henri Butkens (* ungefähr 1500) ein („das“) Schloss in Ternat. Er heiratete in erster Ehe Jeanne de Presle und in zweiter Élisabeth van de Poele, Tochter von Jean van de Poele und Aleyde van Assche. Seine Tochter aus erster Ehe hieß Catherine, aus zweiter Ehe entstammten Everard, Daniel, Catherine und Jeanne.[36]
    - Johann („Jean“; † 25. Juni 1473 in Brüssel; begraben in St. Gudule) wurde am 25. Juni 1448 zum Ritter geschlagen. Im gleichen Jahr kaufte er von Samson Lalain die Herrschaft in Tilly in Brabant. Obwohl es schon Allodial-Gut war, übertrug er es dem Herzog von Brabant und Tilly wurde zum Lehn-Gut, wonach sich Johann Tserclas auch benannte. Johann herrschte über Tilly, Maisnil und Monti Tilly. Er heiratete in erster Ehe Agathe der Hennin. Seine Tochter aus erster Ehe hieß Catherine, seine Kinder aus zweiter Ehe Jean, Jeanne und Isabelle.[5][37]
- 9. Generation
  - Nachkommen von Everard:
    - Everard heiratete Catherine van der Ryt, Tochter des Kanzlers von Brabant Gossuin van der Ryt und Catherine Smets. Aus dieser Ehe entstammten sechs Kinder, nämlich Everard, Catherine, Yolande, Philipotte, Jeanne und Isabeau.[38]

  - Nachkommen von Jean
    - Jean, Sohn seines gleichnamigen Vaters heiratete Marie de Davre. Aus dieser Ehe gingen hervor: Jacques, Thomas, Antoinette und Jean.[39]
- 10. Generation
  - Nachkommen von Everard:
    - Everard († 1529) heiratete Catherine Nagels. Nach Butkens waren seine Kinder, die entweder seine eigenen gewesen sind oder aus Catherine’s früherer oder späterer Ehe stammten, Philippe, Francois, Everard, Catherine, Anne und Barbe.[40]

  - Nachkommen von Jean:
    - Jakob („Jacques“) herrschte über Tilly. Er heiratete Marie de Bossimel, Erbin der Grafschaft Namur. Ihre Kinder waren Jacques, Martin, Conrad, Jeanne, Marie und Anne.[41]

Maximilian Gritzner erwähnte an dieser Stelle als Vater von Martin T'Serclaes, dessen Söhne Jakob und Johann (1559–1632) gewesen seien, einen Floris t’Serclaes. Er sei Urenkel von Johann T'Serclaes, dem Erwerber von Tilly, gewesen und habe für Kaiser Karl V. gekämpft. Martins Bruder sei Anton gewesen, Stallmeister bei Infantin Clara Isabella Eugenia von Spanien, und habe über Horisens, Bachten und Lindenberg geherrscht. 1628 sei Anton in den Freiherrenstand erhoben worden und seine Nachkommen t’Serclaes von Norderwyck am 25. August 1855 in den belgischen Grafenstand. Felix Edmund Karl Ghislain Graf t’Serclaes von Hallberg († 16. Januar 1874), seit 2. Juli 1851 preußischer Graf, und aus der Linie Ophalfen, Karl Gustav Eduard August Graf von t’Serclaes-Tilly von Herlaer († April 1869) seien die letzten Nachfahren gewesen. Johann Christian von Stramberg stimmt jedenfalls mit der sehr ausführlichen Darstellung Goethals’ überein, wonach der Vater von Martin T'Serclaes und auch der Großvater von Jean T'Serclaes Jakob gewesen sei.
- 11. Generation
  - Nachkommen von Jacques:

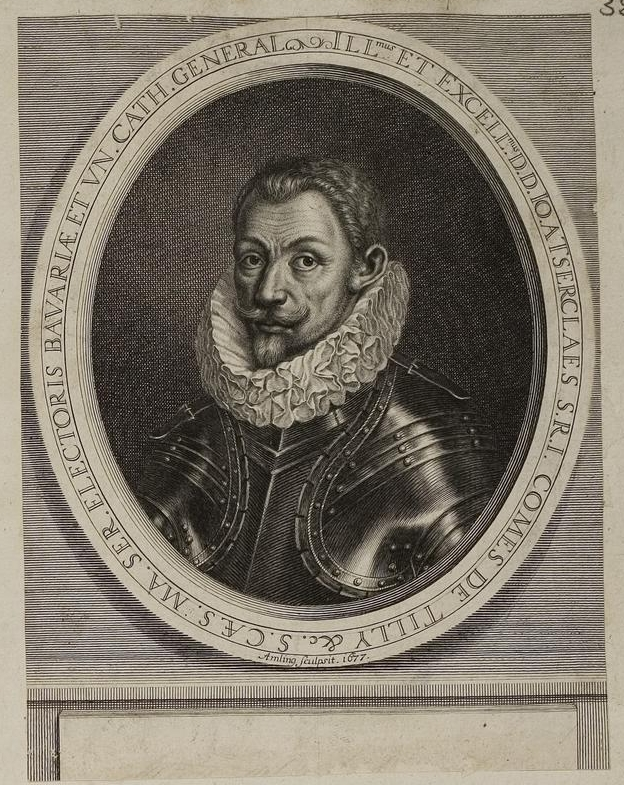
Johann T’Serclaes von Tilly, Sohn von Dorothea von Schierstädt und Martin T’Serclaes

    - Martin heiratete Dorothée de Schierstaedt. Ihre Kinder hießen Jacques, Jean, Marie und Marguerite.[44]
- 12. Generation
  - Nachkommen von Martin:
    - Johann verstarb kinderlos, Jacobs Söhne hießen nach Gritzner Johann (II.) und Werner.[5] Goethals detailliertere Überlieferung nennt Jakobs Ehefrau Dorothea von Ostfriesland („Dorothée d’Ostfrise“) und ihre sieben gemeinsamen Kinder Jean-Werner (sic!), Alexandrine, Marguerite, Jacqueline, Dorothée, Werner und Anne-Marie.[45]
- 13. Generation:
  - Nachkommen von Jacob:
    - Johann (II.) (bei Goethals fälschlich „Jean-Werner“) herrschte nach Vermächtnis seines Oheim über bedeutende niederländische Güter, darunter Tilly in Brabant. Seine vier Söhne verstarben nach Gritzner ohne eigene Söhne.[5] Bei Goethals sind es sechs Söhne (teilweise mit Nachkommen) Dominique-Florent, Antoine-Ignace, Francois, Albert Octave, Claude und Thomas und drei Töchter Marie-Claire, Madelaine und Maximilienne-Dorothée.[46]
    - Werner, kaiserlicher und kurbayerischer Kämmerer, Kriegsrat, Oberst und Gouverneur zu Ingolstadt, pflanzte das Geschlecht durch die breiteneckische Linie in Bayern fort. Die Residenz Breiteneck („Braitteneckh“, Landgericht Hirschberg) lag eine bzw. drei Meilen nahe Ditfurt und Amberg in der Oberpfalz. Der Kaiser erhob Breiteneck am 12. Februar 1653 zu einer reichsunmittelbaren Grafschaft. Werner hatte drei Söhne, von denen nur der älteste, Ernst Emmerich († 1675), Nachkommen hatte.[5]

- 14. Generation
  - Nachkommen von Johann:

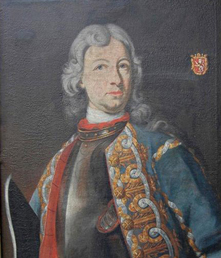
Ferdinand Lorenz Franz Xaver T'Serclaes, Sohn von Maria Anna Freiin von Haslang zu Hohenkammer und Ernst Emmerich T'Serclaes

    - Albert Octave wurde 1693 in den Reichsgrafenstand und 1706 in die Grandenschaft Klasse I. erhoben. Seine Tochter Doña Albertina (* 1703) heiratete José Francisco Ruiz de Castro. Doña Isidora Rosa Ruiz de Castro (* 1730), die zweite Tochter aus dieser Ehe heiratete Juan Domingo de Guzman, der ihr Francisco Xavier Perez de Guzman (* 1758) zeugte. Von dieser Herkunftslinie stammen die heutigen Granden, die Herzöge T'Serclaes von Tilly aus dem Hause Perez de Guzman ab,[47] so der fünfte duque de T'Serclaes José María Pérez de Guzmán y Martínez de Campos (* 8. September 1945 in Madrid).[48]

  - Nachkommen von Werner:
    - Ernst Emmerich, kaiserlicher Kämmerer, wurde sowohl „mit Sitz und Stimme“ 1648 Mitglied im Bayerischen Kreis als auch im schwäbischen Reichsgrafencollegium. Er hatte zwei Söhne und mindestens eine Tochter: Maria Anna Catharina († nach 1736, verwitwete Gräfin von Montfort), Anton Ferdinand Johann († 1683 „auf der Reise“ in Venedig) und Lorenz Franz Xaver († 1724).[5]
- 15. Generation
  - Nachkommen von Ernst Emmerich:
    - Ferdinand Lorenz Franz Xaver war Graf von Tilly und Breiteneck, Baron von Morbay, Montigny, Neufville und Ballast und Herr auf Helfenberg, Holnstein, Hohenfels, Freistadt, Tillysburg, Weissenberg, Plein und Reichersdorff. Breiteneck fiel nach seinem Tod als Lehn an Bayern zurück.[5]
    - Maria Anna Catharina erbte die österreichischen Allodial-Güter und verkaufte „das prächtige Gut“ Tillysburg 1730 an die Grafen von Weiz.[5]

## Persönlichkeiten
- Everard t’Serclaes (um 1330–1388), Befreier Brüssels von Flandern, fünfmaliger Brüsseler Schöffe.
- Johann T’Serclaes von Tilly (1559–1632), katholischer Heerführer im Dreißigjährigen Krieg
- Albert Octave t’Serclaes de Tilly (1646–1715), spanischer Kriegsrat und Generalfeldmarschall, Vizekönig von Navarra, Aragon und Katalonien
- Claude Frédéric t’Serclaes van Tilly (1648–1723), Feldmarschallleutnant und Oberkommandierender der Armee der Generalstaaten
- Ferdinand Lorenz Reichsgraf von Tilly (1666–1724), Philosoph und Bauherr
- Emile de T’Serclaes de Wommersom (1809–1880), Oberstleutnant, Gouverneur und Diplomat

## Wappen
Coeckelberghe

„In Roth ein blau bewehrter und bezungter goldener Löwe“. Über dem Wappen das „Kleinod: Kopf und Hals eines golden bewehrten silbernen Einhornes“.
Cri de guerre (Kriegsschrei) „Halen“

Der Kriegsschrei („Cri de guerre“) der alten Herren von Halen und auch der von Coekelberghe lautete „Halen“. Der Schrei sei auch ein Hinweis darauf, dass der Ursprung der Herren von Halen im Nebel der Zeit verloren geht („que l'origine des seigneurs de Halen se perd dans la nuit des temps“). Möglicherweise, so Goethals, ist Coekelberghe ein Zweig der Herren von Halen gewesen, deren Wappen das gleiche gewesen ist, nur auf der Krone über dem Schild ein mit Azurblau geschmückter aus Sand herauswachsender Löwe.
de Leeu

„In Roth ein silberner, golden bewehrter, bezungter und bekr. Löwe.“
Bygaerden

„Goldener Schild mit einem von Schwarz und Silber geschachten Haupte.“
T’Serclaes

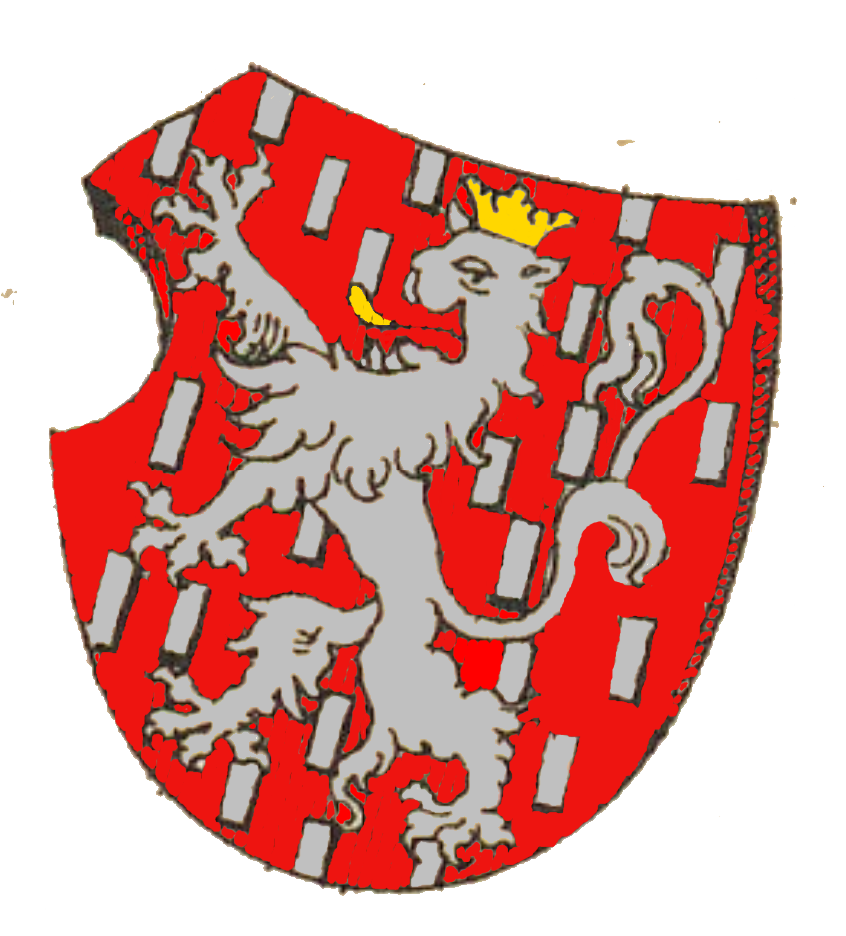
Wappen T'Serclaes ohne Bygaerden-Schildchen (eingefärbt nach nicht-colorierter Vorlage mit Beschreibung)

„Im rothen, mit silbernen Schindeln besäeten Schilde ein silberner, golden bewehrter und gekr. Löwe“ mit oder ohne Schild von Bygaerden auf der Schulter.
T’Serclaes von Tilly
Stammwappen T’Serclaes von Tilly

Blasonierung: Gekrönter silberner Löwe im roten Feld, früh, wahrscheinlich durch Einheirat mit Wappen der Familie ‚de Bygaerden‘ (golden, mit in 2 Reihen à 3 Plätzen schwarz und silber geschachten Schildhaupt) auf der Schulter. Auf dem rot-silbern bewulstetem Helm mit dergleichen Helmdecken ein rotgeflügelter silberner Adler.
Reichsgrafen T’Serclaes von Tilly

Wie Stammwappen, aber mit Bekrönung des Helmes und des Adlerkopfes und beiderseits des Helmes zwei hinter dem Schild gekreuzte rote Fahnen an goldenen Spießen (auf der linken Fahne der Kopf eines ‚Paschas’ mit silbernem Turban, woran vorn drei goldene Straußfedern; auf der rechten Fahne ein ‚naturgemäß linksgekehrter’ Löwe).
Barone T’Serclaes

Der gekrönte und gold bewehrte und bezungte Löwe mit dem bygaerd’schen Schildchen und Doppelschweif mit kreuzweise verschlungenen Enden; auf dem Schild eine Baronsmütze mit zwei gekrönten Helmen (der linke golden, der rechte mit rot-silbernen Decken). ‚Helm 1’ trägt ein sogenanntes ‚vol banneret‘ (fr.), einen rotbewehrten linkssehenden silbernen unbekrönten Adlerkopf zwischen zwei roten Federbüschen; ‚Helm 2’ trägt den goldbewehrten, von der Kaiserkrone überhöhten Reichsadler. Über den Helmen schwebt jeweils ein silbernes Band mit dem ‚Cri’ (fr. ‚Geschrei’) ‚Brabant’. Schildhalter: Zwei goldene vorwärtssehende Löwen, je mit Banner mit Löwen des Schildes haltend, stehend auf rotem Spruchband mit der silbernen Devise ‚FORTITER.ET.FIDELITER’.
Grafen T’Serclaes Tilly d’Herlaer

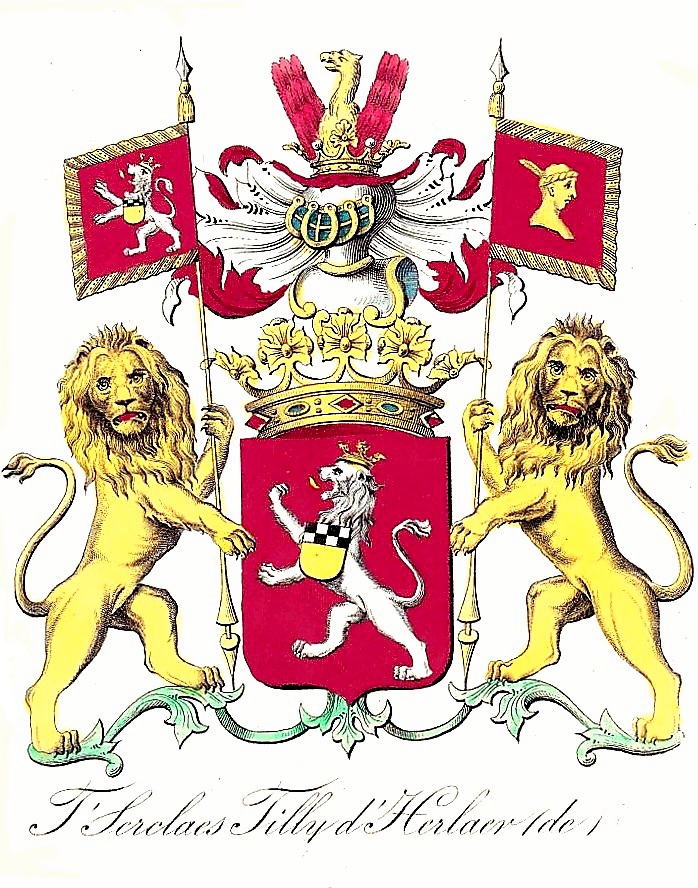
Wappen Grafen T’Serclaes Tilly d'Herlaer

Schild wie im freiherrlichen Wappen, aber bedeckt mit fünfblättriger Krone und auf bekröntem Helm mit rot-silbernen wie im freiherrlichen Wappen ein goldener Adlerkopf zwischen zwei roten Federbüschen. Wie im freiherrlichen Wappen zwei schildhaltende Löwen, jeder mit Banner, das rechte mit linksgekehrtem Löwen des Schildes und das linke rot mit goldenem linkssehenden Manuskopf mit goldener Feder („doch wohl Strauss- und keine Schreibfeder? […] sic!“) hinter dem Ohr.
Grafen T’Serclaes de Wommerson

Wie freiherrliches Wappen, aber fünfblättrige Krone statt Baronsmütze zwischen den beiden Helmen und Schild und auf das linke Banner des schildhaltenden Löwen mit einem goldenen Brustbild eines Türken ‚en face’ (fr. ‚von vorn’) mit goldenem Turban, darauf drei goldene Straußenfedern.
Herzöge T'Serclaes von Tilly aus dem Hause Perez de Guzman
Gold-gezungter und -bewehrter silberner Löwe auf rot mit goldenem, am Schildhaupt silber-schwarz geschachtem Schildchen auf der Schulter. Um das Wappen ein Mantel mit Krone der spanischen Granden. Aus der Krone wachsen rechts ein rotgeflügelter silberner Adler und links ein schwarzer Reichsadler mit Kaiserkrone heraus.

## Schlösser
- Schloss Tilly im Herzogtum Brabant, heute Tilly (Villers-la-Ville), Geburtsschloss von Johann t’Serclaes von Tilly (* 1559).
- Schloss Tillysburg, erbaut zwischen 1633 und 1645 von Graf Werner t’Serclaes, 1720 umgestaltet von Johann Michael Prunner, 1724 starb mit Ferdinand Lorenz der letzte Tilly auf Schloss Tillysburg.
- Tilly-Schloss in Neumarkt in der Oberpfalz, erbaut um 1733 von Maria Anna Katharina Gräfin von Montfort, geb. Tilly.[55]
- Burg Breitenegg, 1624 belehnt an Johann T’Serclaes von Tilly.

## Erinnerung

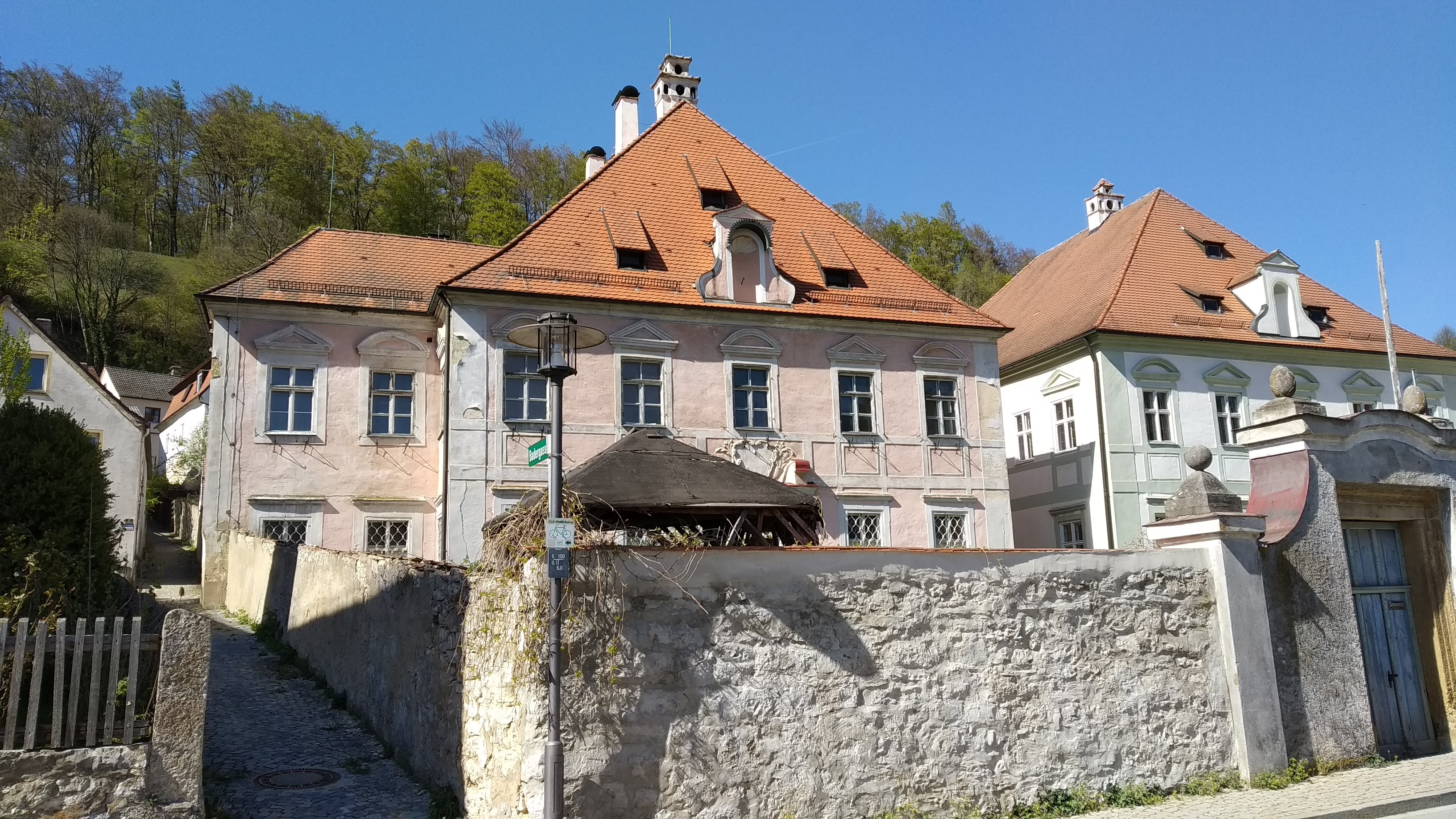
Von-Tilly-Straße vor dem Gumppenberg-Schloss (links) und dem Tilly-Schloss (rechts).

Am Ortseingang von Breitenbrunn Breitenegg in der Oberpfalz befindet sich in Erinnerung an die Familie T'Serclaes von Tilly bzw. Grafen von Tilly die Von-Tilly-Straße.